# Jábega (red)
La jábega es una red de pesca grande de hilo de cáñamo, compuesta de varias piezas que forman sus bandas y copo de las que entre pescadores se llaman de Tiro.
Procede del árabe clásico sabaka, xábaka o šabbāk, que significa precisamente red, en árabe moderno, شباك الصيد (shibak alsayd). Los marroquíes la expresan con la palabra xíbiga y en las costas de África se ha hecho algún uso de esta red. 
En nuestro continente se significa bajo diversas denominaciones, conforme la variedad de puertos. En los de Cataluña, según el idioma de sus naturales, se llama Art, equivalente al nombre castellano Arte. En las de Valencia añaden una voz de excelencia o superioridad, nombrándola Arte Real. En las de Andalucía, extienden el significado a titularla Arte de Malla Real. En otras partes nombran a la jábega indistintamente Boliche en algunas Bol y a este tenor pero generalmente es conocida por el significado jábega. En Portugal también se usa, y recibe el nombre de Xávega.
Para la noticia exacta de esta red bastará dar una descripción general de ella, como conviene al conocimiento de la extensión de su pesquera, que es grande y acaso no menos acreedora a celebrarse que la decantada del arenque, siguiendo la línea de agua que señala la situación de las costas indicadas, según cada una de sus provincias marítimas con las acciones, usos y costumbres de sus pescadores. 

## Composición de la jábega
Esta red en sí, considerada como barredera o de tiro, es un compuesto de piezas de distintas mallas proporcionadas a las partes en que se colocan para formar un saco prolongado, el cual es remate de dos largas piernas o bandas, lo mismo que el Ganguil, el Bou y el Boliche, sin que quede que dudar. Solo media la diferencia entre estas artes, que la jábega tiene las bandas mucho más largas y por consiguiente el copo: como también que el Ganguil y el Bou hacen su pesca rastreando o redando con embarcaciones a vela y la jábega es a fuerza de tirar de ella muchos hombres, como sucede con el Boliche, aunque en menor número.

## Calamento de la jábega
En el hecho de ir a calar la jábega, que para el efecto el arráez tiene ya preparada en la barca y en estado de partir de la orilla, deja uno de los cabos de los dos calones en tierra, bogan los remeros hacia el mar: siguen echando consiguientemente la red y después de ella van largando el cabo del otro calón para formar un semicírculo, a cuyo fin la barca vuelve su rumbo hacia la misma orilla hasta largarle todo, donde atraca con bastante distancia del punto primero en que dejó el primer cabo. Se desembarcan sin detención los marineros y unidos con la gente de tierra, empiezan a tirar por ambos cabos.
Estos, para verificarlo con más actividad y sin tanta fatiga, están particularmente provistos de una cuerda de cáñamo o de esparto como de vara y media en cuyo extremo se halla un corcho de los de desecho, a cuyo efecto se enfila por el agujero central de él y para sujetarlo, se hace un nudo, lo cual en muchas partes llaman cingleta. Con esta especie de manilla o tirante no hacen más que cogerla por el extremo opuesto al corcho y conforme empiezan los cabos de las bandas a estar en tirantez, dan un latigazo sobre ellos de cuyo golpe, con el contrapeso del corcho, se enrosca la Cingleta. De este modo, aplicando el jabegote al instante el hombro derecho, le sirve de apoyo para empujar o tirar de la red andando hasta que llega al punto en que debe cesar su empuje y hay que desengancharla porque se están palmeando los cabos en cuyo caso vuelve hacia la orilla del agua para echar otra vez la cingleta y con semejante continuación siguen todos hasta sacar la red a tierra.